# Etienne Nemer
Etienne Nemer – francuski judoka.
Srebrny medalista mistrzostw Europy w 1957 roku.